# قرار مجلس الأمن التابع للأمم المتحدة رقم 1948
قرار مجلس الأمن التابع للأمم المتحدة رقم 1948، الذي تم تبنيه بالإجماع في 18 نوفمبر 2010، بعد التذكير بالقرارات السابقة بشأن النزاعات في يوغوسلافيا السابقة، بما في ذلك القرارات 1031 (1995)، 1088 (1996)، 1423 (2002)، 1491 (2003)، 1551 (2004) و1575 (2004) و1639 (2005) و1722 (2006) و1764 (2007) و1785 (2007) و1845 (2008) و1869 (2008) و1895 (2009)، مدد المجلس ولاية عملية ألثيا في البوسنة والهرسك لسنة إضافية حتى 18 نوفمبر 2011.
طلب التمديد الممثل السامي للبوسنة والهرسك، فالنتين إنزكو.

## القرار

### أعمال
بموجب الفصل السابع من ميثاق الأمم المتحدة، أكد القرار أن مسؤولية تنفيذ اتفاقية دايتون تقع على عاتق السلطات في البوسنة والهرسك في عملية إعادة بناء المجتمع ودولة قابلة للحياة. تم تذكير أطراف الاتفاقية بالامتثال للاتفاق والتعاون مع الكيانات الأخرى في تنفيذه، بما في ذلك المحكمة الجنائية الدولية ليوغوسلافيا السابقة.
وقد أُذن للدول المشاركة في قوة الاتحاد الأوروبي بمواصلة عملياتها لمدة 12 شهرًا أخرى كخلف قانوني لقوة تحقيق الاستقرار. ورحب بقرار مقر الناتو للمساعدة في تنفيذ الاتفاقية. كما أُذن للدول الأعضاء باتخاذ جميع التدابير اللازمة لتسهيل تنفيذ الملحقين 1-أ و 2 من اتفاقية السلام والامتثال لهما وحماية القوات وضمان الامتثال للقواعد التي تحكم استخدام المجال الجوي فوق البلاد.